# Tobias Weis
Tobias Weis (Schwäbisch Hall, 30 luglio 1985) è un allenatore di calcio ed ex calciatore tedesco, di ruolo centrocampista, tecnico dell'Öhringen.

## Carriera

### Club
Dopo aver giocato tre stagioni nella squadra riserve dello Stoccarda nel campionato Regionalliga Sud, viene acquistato dall'Hoffenheim con il quale conquista la promozione in Bundesliga nel 2008 e contribuisce a mantenere la squadra nella massima serie a buoni livelli.
Nel gennaio 2014 il giocatore passa all'Eintracht Francoforte con la formula del prestito con diritto di riscatto.

### Nazionale
Weis ha esordito con la nazionale maggiore in un'amichevole contro l'Arabia Saudita il 2 giugno 2009, dopo essere stato convocato senza però scendere in campo a fine 2008 per l'amichevole contro l'Inghilterra.

## Statistiche

### Cronologia presenze e reti in Nazionale
| Cronologia completa delle presenze e delle reti in nazionale ― Germania | Cronologia completa delle presenze e delle reti in nazionale ― Germania | Cronologia completa delle presenze e delle reti in nazionale ― Germania | Cronologia completa delle presenze e delle reti in nazionale ― Germania | Cronologia completa delle presenze e delle reti in nazionale ― Germania | Cronologia completa delle presenze e delle reti in nazionale ― Germania | Cronologia completa delle presenze e delle reti in nazionale ― Germania | Cronologia completa delle presenze e delle reti in nazionale ― Germania |
| Data                                                                    | Città                                                                   | In casa                                                                 | Risultato                                                               | Ospiti                                                                  | Competizione                                                            | Reti                                                                    | Note                                                                    |
| ----------------------------------------------------------------------- | ----------------------------------------------------------------------- | ----------------------------------------------------------------------- | ----------------------------------------------------------------------- | ----------------------------------------------------------------------- | ----------------------------------------------------------------------- | ----------------------------------------------------------------------- | ----------------------------------------------------------------------- |
| 2-6-2009                                                                | Dubai                                                                   | Emirati Arabi Uniti                                                     | 2 – 7                                                                   | Germania                                                                | Amichevole                                                              | -                                                                       | 66’                                                                     |
| Totale                                                                  |                                                                         | Presenze                                                                | 1                                                                       |                                                                         | Reti                                                                    | 0                                                                       |                                                                         |